# Шале (Ер и Лоар)
Шале (фр. Challet) насеље је и општина у централној Француској у региону Центар (регион), у департману Ер и Лоар која припада префектури Шартр.
По подацима из 2011. године у општини је живело 433 становника, а густина насељености је износила 42,58 становника/km². Општина се простире на површини од 10,17 km². Налази се на средњој надморској висини од 195 метара (максималној 201 m, а минималној 171 m).

## Демографија
| 1962. | 1968. | 1975. | 1982. | 1990. | 1999. | 2011. |
| ----- | ----- | ----- | ----- | ----- | ----- | ----- |
| 209   | 210   | 292   | 331   | 356   | 385   | 433   |

График промене броја становника у току последњих година